# روح‌الله سهرابی
روح‌الله سهرابی نویسنده، تهیه‌کننده و کارگردان ایرانی است. او آثار سینمایی به نام‌های خاکستر و برف و محدوده ابری و پرمخاطب ترین سریال سال ۱۳۹۶ تلویزیون ایران با نام آرام می گیریم،، را در کارنامه حرفه‌ای خود دارد. رمان سیاسی اجتماعی تراژدی اسبی که ایستاد از آخرین آثار تألیفی این هنرمند ایرانی به‌شمار می‌آید.

## زندگینامه
روح الله سهرابی در تاریخ اول اسفندماه ۱۳۵۷  در همدان به دنیا آمد. سهرابی با راه اندازی گروه تئاتر نیمه حرفه‌ای که اعضای آن را هم‌مدرسه‌ای‌ های وی تشکیل می‌دادند در استان همدان به اجرای تئاتر پرداخت. در سال ۱۳۷۴ و همزمان با تحصیل در کلاس سوم دبیرستان، یک فیلم بلند داستانی به نام بازگشت را نوشته و کارگردانی کرد. سهرابی برای ساخت این فیلم هشتاد دقیقه ای که با هزینه شخصی خود وی به تولید رسید از معلمان مدرسه گرفته تا دانش آموزان را به مدت سه ماه با خود همراه کرد.  پس از ورود به دانشگاه و تحصیل در زمینه تئاتر فعالیت خود را بیشتر در زمینه ادبیات متمرکز کرد و کتاب‌هایی نیز تألیف و منتشر نمود. پس از عضویت در باشگاه استعدادهای درخشان یک بار دیگر به فضای کارگردانی و تئاتر روی آورد و نمایش (عشق شیشه ای) را نویسندگی و کارگردانی کرد. دوره حرفه‌ای فعالیت‌های او از سال ۱۳۸۷ و با ساخت فیلم بلند محدوده ابری  آغاز شد که مورد تحسین صاحب‌نظران سینمایی و جشنواره‌ها قرارگرفت. خاکستر و برف دومین فیلم سینمایی سهرابی است که با لحنی انتقادی در ژانر دفاع مقدس تولید شد و جوایزی کسب کرد. سریال ۵۰ قسمتی آرام می گیریم از دیگر آثار هنری سهرابی است که در نظرسنجی صدا وسیما از مردم، پرمخاطب‌ترین سریال سال ۱۳۹۵ تلویزیون ایران لقب گرفت. وی تحصیلات کارشناسی ارشد خود را در رشته  علوم سیاسی پی گرفت و از سال ۱۳۹۰ در عرصه مدیریت فرهنگی و هنری حضوری فعال داشته‌است.،،،،  سهرابی از سال ۱۳۹۲ به این سو در رشته سینما و تلویزیون به تدریس پرداخته است و در سال ۱۳۹۳ مفتخر به دریافت نشان درجه هنری از وزارت فرهنگ و ارشاد شد.

## آثار

### کارگردان
- ترانه آتش (فیلم تلویزیونی، ۱۳۹۷)
- آرام می‌گیریم (سریال تلویزیونی، ۱۳۹۵)
- خاکستر و برف (فیلم سینمایی، ۱۳۹۱)
- محدوده ابری
- نردبان فیلم کوتاه (۱۳۸۵)
- خورشید دوباره می‌دمد فیلم کوتاه(۱۳۸۶)
- رباعی طلایی فیلم کوتاه(۱۳۸۷)
- همسرانه مادرانه فیلم کوتاه(۱۳۸۷)

### نویسنده فیلمنامه
- آرام می‌گیریم (سریال تلویزیونی، ۱۳۹۵)
- بیگانه (طرح سریال تلویزیونی)
- تشنگی (طرح سریال تلویزیونی)
- خاکستر و برف (فیلم سینمایی، ۱۳۹۱)
- محدوده ابری
- هفت سنگ فیلم کوتاه
- نردبان فیلم کوتاه (۱۳۸۵)
- خورشید دوباره می‌دمد فیلم کوتاه(۱۳۸۶)
- رباعی طلایی فیلم کوتاه(۱۳۸۷)
- همسرانه مادرانه فیلم کوتاه(۱۳۸۷)

### تهیه‌کننده
- بازگشت (فیلم ویدیویی)
- حنانه (فیلم کوتاه)
- ارتش پنهان (فیلم کوتاه)
- ساعت شش (فیلم کوتاه)
- بازگشت (فیلم کوتاه)
- ساچمه (فیلم کوتاه)
- من آبادان رفتم جنگ (فیلم کوتاه)
- عصر جمعه (فیلم کوتاه)
- کمی دیرتر (فیلم کوتاه)
- آسانسور (فیلم کوتاه)

## تألیفات
- سوگند سکوت (۱۳۸۰)- انتشارات نوای دانش
- تگرگ در کویر (۱۳۸۲)- انتشارات نوای دانش
- خاک، خورشید، خدا (۱۳۸۶)- انتشارات گوهرشاد
- وجدان روشنفکر یا تعصب وجدان (۱۳۸۷)- انتشارات گوهرشاد
- تراژدی اسبی که ایستاد(۱۳۹۵)- انتشارات داستان

## جوایز
- نامزد دریافت سیمرغ بلورین بهترین کارگردانی فیلم در سی و یکمین جشنواره فیلم فجر [۱۳](خاکستر و برف)
- برنده دیپلم افتخار بهترین کارگردانی از بخش تجلی اراده ملی سی و یکمین جشنواره فجر (خاکستر و برف)
- برنده تندیس بهترین فیلم در ششمین جشنواره عمار[۱۴]،[۱۵](خاکستر و برف)
- برنده بهترین فیلم کوتاه داستانی برای نردبان از جشنواره سراسری باران[۱۶]
- برنده بهترین فیلم برای آثارکوتاه داستانی از جشنواره‌های میلادسرخ، بیلبائواسپانیا، پروانه‌های ایثار ،جشنواره رشد، طرح نو ،کوتاه تهران، رویش و...[۱۷]،[۱۸]،[۱۹]،[۲۰]،[۲۱]
- دارنده نشان درجه هنری از وزارت فرهنگ و ارشاد اسلامی[نیازمند منبع]

## فعالیتهای دیگر
- قائم‌مقام انجمن سینمای انقلاب و دفاع مقدس[۸]،[۲۲]،[۲۳] (۹۶–۱۳۹۰)
- عضو باشگاه پژوهشگران و نخبگان جوان (۸۶–۱۳۸۱)
- مدیرکل اداره نظارت و ارزشیابی سازمان سینمایی کشور (۱۴۰۱ تا کنون )
- عضو هیأت انتخاب چهل و یکمین جشنواره بین المللی فیلم فجر
- عضو هیأت داوران جشنواره فیلم کوتاه تهران (دوره سی و نهم )
- عضو هیأت داوران هفدهمین جشنواره بین المللی فیلم مقاومت
- عضو شورای پروانه ساخت سینمایی سازمان سینمایی کشور
- عضو بنیاد نخبگان و سرآمدان ایران
- عضو هیئت داوران بخش سینمایی ویدیویی جشنواره بین‌المللی فیلم مقاومت (دوره سیزدهم)[۲۴]
- عضو شورای سیاستگذاری جشنواره بین‌المللی فیلم مقاومت (دوره دوازدهم)
- تدریس در رشته سینما و تلویزیون : (نویسندگی)، (بازیگری) و (کارگردانی)